# Guillena
Guillena es un municipio y localidad española de la provincia de Sevilla, Andalucía. Cuenta con una población de 14 064 habitantes (INE 2024). Su extensión superficial es de 226 km² y tiene una densidad de 52,17 habitantes/km². 
Da comienzo a la Sierra Norte y comprende los núcleos de población de Torre de la Reina y Las Pajanosas.

## Geografía
Integrado en la comarca de Sierra Norte, se sitúa a 24 kilómetros de la capital provincial. El término municipal está atravesado por la Autovía Ruta de la Plata (A-66), por la carretera nacional N-630, entre los pK 771 y 800, por las carreteras autonómicas A-460, que se dirige hacia Burguillos, y A-477, que conecta con Gerena, además de por otra carretera local que permite la comunicación con La Algaba. 
| Noroeste: El Ronquillo      | Norte: El Ronquillo y Castilblanco de los Arroyos | Nordeste: Castilblanco de los Arroyos |
| Oeste: El Garrobo y Gerena  |                                                   | Este: Alcalá del Río                  |
| Suroeste: Salteras y Gerena | Sur: Salteras                                     | Sureste: La Algaba                    |

El relieve del municipio está definido por la transición entre la Sierra Norte de Sevilla y el valle del Guadalquivir, en pendiente descendente progresiva. El territorio está regado por los importantes cursos de la Rivera de Huelva y la Rivera de Cala, y cuenta con varios embalses: embalse de Cala, embalse de Gergal, embalse El Esparragal (arroyo de las Torres) y el contraembalse de Guillena. 
La altitud oscila entre los 395 metros en el extremo noroccidental y los 10 metros a orillas de la Rivera de Huelva, en el límite con La Algaba. El pueblo se alza a 21 metros sobre el nivel del mar. 

## Historia

### Prehistoria
Guillena ha sido habitada desde la prehistoria, como así lo demuestran las sepulturas megalíticas: dos en buen estado, vestigios de otra y noticias de una cuarta, sin descartar la posible existencia de otras no descubiertas aún y todas ellas comprendidas entre dos grandes dehesas, la de Canillas y El Serrano.
Una de las dos visibles, encontrada en la de Canillas, está situada en un lugar llamado Puerto de los Entierros. Pertenece al tipo llamadas de galerías cubiertas y por los restos de utensilios encontrados se le vincula con el círculo de la cultura portuguesa.
El otro megalito visible, encontrado entre la casa de Canillas y antigua la estación de ferrocarril de Cala, es llamado Las Canteras. Es una construcción dolménica con cámara circular, corredor y cámara accesoria, cubierta por un túmulo.
Ambos megalitos se sitúan cronológicamente en el período eneolítico o de Bronce, pero el hallazgo de una punta de flecha de cobre y la mesa circular de ofrendas en la de Las Canteras, hacen pensar que es más actual que el del Puerto de los Entierros.

### Villa romana
El nombre de Guillena deriva de alguna villa o casa de campo romana llamada casa de Agilius o Gaelius.
En la llamada Era de Llamas, se encuentran abundantes vestigios romanos, así como en otros lugares del casco antiguo. Entre los más importantes se encuentra la llamada Casa de Maera, que conserva un departamento subterráneo de planta casi cuadrada y cubierto por bóveda de cañón. Otro hallazgo fue el de un horno cerámico, aunque fue destruido para aprovechar sus materiales en 1947.
En la plaza de toros, empotrada en una esquina del viejo y casi destruido castillo, se encontró un fragmento de una piedra miliaria. Por ella sola, debido al escaso texto que conserva, no se podía decir mucho de su significado, pero 30 años más tarde se encontró una piedra miliaria en Santiponce, la que conservaba el texto completo. Se pudo deducir que la encontrada en Guillena marcaba la distancia entre ésta y la mansión Mons Marioru (de localización no precisa y objeto de muchas investigaciones). Con estos hallazgos se ha podido establecer relativamente el recorrido de la calzada romana nº XXII que unía la desembocadura del Guadiana con Mérida.
Fuera del casco urbano se han encontrado muchos restos romanos pero de poca relevancia:
- Ocho sepulturas alineadas pero sin contenido alguno en la dehesa de El Serrano.
- En la hacienda de La lapa, en posición invertida, un capitel corintio de mármol.
- Tanto en el cortijo El Caballero como en la Cruz de la Mujer hay restos de cauces o acueductos para llevar el agua a los núcleos urbanos.
- La Huerta del Bañuelo recibe este nombre por las construcciones hídricas que allí se han encontrado.
- En el caserío del Palmarillo hay cimientos de una importante villa rústica.
- En el Gamonal, La piedra Horadada es un importante resto de un edificio romano.

### Visigodos
Un capitel de jaspe oscuro de inspiración corintia (S.V) y varios trozos de ladrillos con relieves a molde, de trazos sencillos, encontrados en la Casa de Maera, son los pocos restos del paso de esta cultura por nuestro pueblo.

### Ocupación árabe
Guillena se transforma en núcleo urbano de importancia con la ocupación árabe, ya que tenía una situación estratégica para la defensa de los accesos a Sevilla desde Sierra Morena, pasando de ser alquería a lugar fortificado. En la crónica general se cuenta que cuando fue atacada por San Fernando, los moros que ocupaban el alcázar de Guillena (hoy día la plaza de toros) se la entregaron y éste, después de guarnecerlo con tropas cristianas, dejó que los musulmanes continuasen viviendo en la población. Durante siglos, este territorio fue un asentamiento musulmán, pero existe poca documentación de ello. El único resto descubierto es un pequeño lote de monedas de plata, de la época de los reinos taifas.
Es casi seguro que la Guliena que en los Anales Toledanos nombran, que fue saqueada por los castellanos en 1213 corresponda a la Guillena actual, pero no pasó a manos castellanas hasta 1247 con Fernando III el Santo al frente. La conquista sucedió de modo pacífico y fue de importancia vital para la conquista de Sevilla. Alfonso X el Sabio donó el señorío a sus conquistadores a fin de que lo defendieran. En 1286 es instituida como villa por privilegio de Sancho IV y 33 años más tarde, Alfonso XI le otorga a la villa el uso de su escudo de armas en recompensa por la defensa de un ataque benimenir. En 1631 Perafán de Rivera, conde de la Torre, compra el señorío de Guillena y en 1639, Felipe IV le concede la jurisdicción civil y criminal.

### María de Molina
Por otro lado, y como aparece en ciertos documentos de los siglos XIV y XVI, el Cortijo de la Torre fue centro de un extenso donadío que abarcaba desde la Rivera de Huelva hasta el arroyo Barbolí y que perteneció después de la reconquista cristiana a la reina María de Molina. La reina castellana lo vendió después a un abad de Hervás. A finales del S. XIV pertenecía ya a los dominios de la Casa de Rivera, a la que quedó vinculada. En 1449, Juan II concedía a Perafán de Ribera la facultad de poder realizar dehesas en Torre de la Reina. A partir de entonces, comenzó a llamarse Torre de Perafán, aunque nunca se olvidaría su antigua designación de Torre de la Reina.

### 17 Rosas de Guillena y Guerra Civil
En 1936, durante la guerra civil española, diecisiete mujeres de Guillena de entre 24 y 70 años fueron víctimas de la represión del bando franquista. Detenidas en septiembre de 1936, fueron torturadas, rapadas y las pasearon por las calles de Guillena para humillarlas antes de ser trasladadas a la localidad cercana de Gerena. Allí estuvieron presas en el depósito municipal. Entre el 6 y el 8 de noviembre de 1937 fueron fusiladas en las tapias del cementerio. En su mayor parte eran esposas de huidos del pueblo, republicanos, simpatizantes o afiliados a partidos de izquierda. Así que parece que su condena fue ejemplarizante. Aunque habían sido detenidas diecinueve mujeres, dos de ellas fueron indultadas.
La localidad también albergó en su término municipal, casi desde el inicio de la Guerra, un campo de concentración para presos políticos y combatientes republicanos. Estaba ubicado en el cortijo del Caballero, y sus prisioneros eran forzados a trabajar en el cercano cortijo de Gambogaz tras haberse apropiado del mismo el general sublevado Gonzalo Queipo de Llano. El campo estuvo operativo al menos desde octubre de 1936 a noviembre de 1938.

## Administración

### Alcaldes
| Periodo   | Nombre                                                      | Partido |
| --------- | ----------------------------------------------------------- | ------- |
| 1979-1983 | Justo Padilla Burgos (1979)                                 |         |
| 1983-1987 | Justo Padilla Burgos (1983)                                 |         |
| 1987-1991 | Justo Padilla Burgos (1987)                                 |         |
| 1991-1995 | Justo Padilla Burgos (1991)                                 |         |
| 1995-1999 | Justo Padilla Burgos (1995)                                 |         |
| 1999-2003 | Justo Padilla Burgos (1999)                                 |         |
| 2003-2007 | Justo Padilla Burgos (2003)                                 |         |
| 2007-2011 | Justo Padilla Burgos (2007) Lorenzo José Medina Moya (2009) |         |
| 2011-2015 | Lorenzo José Medina Moya (2011)                             |         |
| 2015-2019 | Lorenzo José Medina Moya (2015)                             |         |
| 2019-2023 | Lorenzo José Medina Moya (2019)                             |         |
| 2023-act. | Lorenzo José Medina Moya (2023)                             |         |

## Geografía humana

### Demografía
Cuenta con una población de 14 064 habitantes (INE 2024).
| Gráfica de evolución demográfica de Guillena entre 1842 y 2021                                                        |
| |
| Población de derecho según los censos de población del INE. Población de hecho según los censos de población del INE. |

Evolución de la población en el salto del siglo XX al XXI.
| 8,281                     | 8,257 | 8,286 | 8,406 | 8,478 | 8,449 | 8,615 | 8,760 | 9,035 | 9,318 | 9,995 | 10,654 | 11,109 | 11,456 | 11,823 |
| (Fuente: INE [Consultar]) |       |       |       |       |       |       |       |       |       |       |        |        |        |        |

### Economía

#### Evolución de la deuda viva municipal
| Gráfica de evolución de Deuda viva del Ayuntamiento de Guillena entre 2008 y 2019                                |
| |
| Deuda viva del Ayuntamiento de Guillena en miles de Euros según datos del Ministerio de Hacienda y Ad. Públicas. |

## Monumentos

### Parroquia de Ntra. Sra. de la Granada
La iglesia de Guillena es un edificio de estilo gótico-mudéjar y se erige en el año 1247. Un fuerte terremoto en el año 1356 deja la primitiva planta en ruinas, por lo que se puede deducir que se levanta de nuevo a partir de esa fecha.
La hechura del nuevo templo sobre las ruinas del viejo debió ser costosa para la época, dado que en los archivos documentales esta iglesia consta en construcción al menos hasta el año 1560, y es a partir de entonces cuando empieza a funcionar con un párroco que la asiste y se encargan los retablos que completarían el conjunto.
En el año 1789 la iglesia de Guillena se encontraba otra vez en ruinas, pudo deberse al terremoto de Lisboa del año 1755.
Entonces se proyecta una restauración donde consta que entre los años 1789 y 1792 se erigen las portadas neoclásicas que tiene el edificio actualmente, se derriba un pórtico que tenía el templo primitivo y, a petición del párroco, se solicita “que la torre mudéjar que descansaba sobre la cabecera en estado de ruinas se caiga para hacer un campanario nuevo”, la espadaña actual.
La iglesia presenta planta rectangular y ábside poligonal reforzado por contrafuertes.
Cuenta con tres naves separadas por arcos apuntados sobre pilares y arco del triunfo apuntado que da acceso al ábside. Cubierta al interior por artesonado de madera y cubriéndose el cuerpo de la iglesia al exterior con armadura de madera a dos aguas en la nave central y a una sola pendiente en las laterales, mientras que la cabecera lo hace a través de una bóveda gótica de terceletes.
Transformada exteriormente en el siglo XVIII, en sus fachadas se abren dos sencillas portadas de estilo neoclásico del maestro alarife mayor del Arzobispado de Sevilla Fernando Rosales. Esta autoría recientemente descubierta por el historiador local Juan Antonio Silva. Cuenta con una espadaña neoclásica con dos cuerpos, el primero consta de dos campanas (San José y Ntra. Sra. de la Granada) y el segundo con una campana de volteo.
El retablo Mayor es de estilo barroco del siglo XVIII, fechable entre los años 1725 y 1728, en madera tallada y dorada; atribuido a Felipe Fernández del Castillo que viene a sustituir a un retablo anterior renacentista de 1593 que albergaba a una imagen de la virgen de talla completa en la hornacina principal.
En la hornacina central se venera la imagen de la Virgen de la Granada Coronada, titular de la Hermandad Sacramental de Ntra. Sra. de la Granada Coronada y San Sebastián, patrona y alcaldesa de la Villa de Guillena. La talla de la Virgen de la Granada es de autor anónimo fechable a finales del siglo XVIII, posiblemente fuese el resultado de la adaptación de la imagen de talla completa de la virgen del siglo XVI a candelero para vestir.
En las calles laterales inferiores se encuentran las imágenes de San Francisco y San Antonio, mientras que en la parte superior Santa Rita y San Benito, en la parte superior central encontramos un altorrelieve con la imposición de la casulla a San Ildefonso. Todas las figuras son, probablemente, coetáneas al retablo.
En la nave del Evangelio existe un retablo muy interesante del primer cuarto del siglo XVIII donde se encuentra la Inmaculada, una imagen de vestir, de gran importancia y de la misma época. Por otro lado, en el último retablo está el Crucificado de la Vera Cruz, con la Virgen y San Juan. En un dosel, el Crucificado, muy interesante, obra del siglo XVI.
En la nave central, concretamente en el antepresbiterio, al lado de la Epístola, existe una pintura mural del siglo XVIII que representa a Santa Lucía. En el púlpito hay un Crucificado que data de hacia 1700.
En la nave de la Epístola, en el retablo colateral, neoclásico, se venera la importantísima imagen de la Virgen del Rosario, obra del insigne escultor Jerónimo Hernández, fechado en 1578.

### Plaza de España
Epicentro social, económico, familiar, político, festivo de Guillena durante largos años. Muchos son los acontecimientos que pesan sobre sus espaldas, muchos los cambios que ha visto y ha sufrido, pero, a pesar de todo, ella siempre ha permanecido inalterable como lugar de encuentro de todos los guilleneros. Muchos han sido los cambios de cara a este siglo que nos ha acabado pero donde el espíritu siempre ha sido el mismo. Que más da su forma, su estructura, su fuente, sus jardines... Lo importante es sus papel social. ""Quien no se ha sentado alguna vez en sus bancos. cuantas parejas de enamorados habrá hecho de ella su nido de amor. Qué personal se precia de decir que no jugó de niño en ella a la bandera, al zurro, a al piola, a la cuerda..."" Ha sido el punto de unión, el nexo que aglutina a los guilleneros. Las grandes citas siempre tienen lugar en esta hermosa plaza. Sede de todos los actos grandiosos, no haya nada que se haya pasado a sus ojos. El último, el nombramiento de Alcaldesa perpetua a la Virgen de La Granada. Y que decir de sus fiestas... hasta los años sesenta era el recinto ferial... Luego vinieron los cambios, pero hasta entonces la plaza era y es sinónimo de festividad.
Cinco plazas cinco, en casi 100 años,
La Plaza de España de los años sesenta, el kiosco de los músicos es sustituido por la "fuente de las ranas". En esta época todavía se montaba aquí la feria. En un principio la Caseta Municipal y posteriormente la primera particular los Millonarios. El aspecto que presenta la fuente es inmejorable.
la Plaza de inaugura a finales de los sesenta, justo antes de que tome posesión la primera corporación democrática. la novedad más importante respecto a la anterior es la sustitución de la "" Fuente de las Ranas"" por "" La del Niño ""
la reforma más importante es la que se lleva a cabo en 1993. Se cambia por completo, hasta el punto de que esa famosa y bonita fuente, se pierde... la seña de identidad de las plazas pretéritas.. Otra de las diferencias , las pérgolas, elemento que se introduce por primera vez en la estructura de la Plaza de España.
La casa consistorial es el edificio más importante de la plaza de España, que conserva aún su fachada neoclásica de 1782 sobreviviendo a todas las reformas y ampliaciones sufridas. En ésta destacan las pilastras de orden gigante que recorren los pisos del edificio. Se conserva en su archivo histórico el Catastro de Ensenada (s. XVIII), considerado el primer inventario del territorio español.

### Plaza de Toros
En lo que hoy día es la Plaza de Toros se halló una piedra miliaria que marcaba la distancia entre Itálica y Mons Mariorum, y que según parece era la calzada nº XXII que mandada a construir por el emperador Adriano, unía Itálica con Mérida pasando por lo que hoy es Guillena y Las Pajanosas. Esta zona, al estar tan cerca de la Rivera de Huelva y por ser paso obligado tanto para Mérida como para las Minas de Almadén, fue poblándose de asentamientos, encontrándose los cimientos de lo que parece haber sido una importante Villa Rústica en el lugar conocido como Vega del Moral, al sur de Guillena.
Está ubicada sobre los restos de un castillo musulmán, sobre el 1400. quedan pocos restos (el acceso a la plaza) y en lo que se conserva se da a entender que era de planta rectangular de unos 100 por 60 metros aunque ahora está casi circular. En la primera mitad de nuestro siglo pasado se hicieron reformas, pero las últimas se terminaron en febrero de 2002.
En el castillo de armas de la época musulmana estaba la tribu llamada benimerines, venidos desde África. Los habitantes de la Villa de Guliena, en el siglo XIII la Reina María de Molina se construye una torre en la aldea de Torre de la Reina, los vecinos lucharon contra esa tribu hasta expulsarlos para apoderarse del mismo, entregando el Castillo en 1247 a la hueste de Fernando III, y se forma un consejo nombrado ya como Guillena, el ruedo era cuadriculado con una almena de entrada, que se conserva. En 1286 por privilegio de Sancho IV de Mena, que más tarde fue entregado al reinado de Alfonso VI. En el repartimiento de tierra y enceres, que vende el señorío de Guillena en 1631 al Conde la Torre; Per Afán de Ribera, que continuo hasta el siglo XIX. Los alcalde que han pasado varios no han conservado las murallas dejando construir viviendas a su alrededor tapando todo el muro, han cambiado el escudo como símbolo de la villa, por el que tenemos ahora. En el año 1861 es cuando se utiliza el ruedo para celebrar capeas y festejos Taurinos, toreando Manuel García El Espartero, Reverte, El Algabeño, etc. Más tarde en 1898 torea en ella los diestros Belmonte, Joselito, Manuel Reyes y Manuel Nieto "Gorete" y Dolores Sánchez. La Fragosa que son todos toreros de Guillena. En los años 45 y 50 torea los toreros locales Mariano Ortega, los hermanos Alvarados, Antonio Álvarez de Las Pajanosas, El Algabeño Luis Arena, Emilio Oliva, etc.
En los años '59 al '66 se le hace reforma levantando la pared del ruedo copiando un empresario la plaza organizando festejos taurinos toreando los novilleros locales Juan Punta, José Guillén, Rafael Aguilera, que incluso torearon el a Maestranza de Sevilla, la nave principal de la Plaza de Toros sirve para Matadero Municipal.
Desde esa fecha hasta el año 90 se abandona aunque algunas veces en la feria organizan un festejo, se meten tres familias para hacer presión al Alcalde para que le den una vivienda durante varios meses queman todas las puertas, chiqueros y burladeros dejándola en muy malas condiciones de abandono.
En 1991 se nombra de Delegado de Asuntos Taurinos a Rafael Aguilera Rodríguez que había sido Novillero empezando a hacerles de nueva construcción y de rehabilitación hasta ponerla como esta, celebrando todos estos años incluso corridas de toros, hasta ser reconocida por la Delegación Provincial del Gobierno de la Junta de Andalucía la 2º y 3º de la Provincia de haber celebrados festejos.
Se han celebrado muchos actos culturales, cine, teatro, e incluso pase de modelo y cine, etc. En el año 1994 por este Delegado organiza una Escuela Taurina con más de 50 alumnos inscritos y como Director Artístico al Diestro de Linares José Fuentes, que salen diestros destacados Jose Luis Osuna, Rubén Pinar, El Arqueño t Francisco Charro, etc. En el año 2007 dejar de funcionar la Escuela Taurina, de organizar esos festejos [el pasado 2010, por el Ayuntamiento] Se esta a la espera de un Museo Taurino a la Plaza de Toros.Las obras de la Plaza de Toros han sido financiadas por el Ayuntamiento, Festivales Taurinos, Siglo XXI y la Delegación Provincial de Gobernación.

### Palacio de Parladé
Fue construido en 1914 por el Sr. Parladé Heredia. Al parecer seguía el modelo de otro castillo de parecidas características, de la misma familia, situado en las inmediaciones de Marbella.
Residencia señorial, concebida como finca de recreo, de gusto historicista, asociada a una propiedad especializada en la cría de toros de lidia. Fue levantada en un momento que perduraba la imagen romántica de los castillos medievales y, frecuentemente, eran utilizados como modelo de villas campestres e incluso urbanas.
La residencia se eleva sobre una plataforma de perímetro irregular, protegida por un muro almenado, a modo de barbacana. El entorno inmediato del edificio se encuentra ajardinado, dotado de una singular imagen por la presencia de múltiples palmeras. A este recinto cerrado se ingresa por un pórtico cuadrangular con dos arcos de medio punto de ladrillo, en cuya rosca se dibuja un fino motivo en zigzag que evoca modelos almohades. Son interesantes también, por su delicadeza, las labores cerámicas de las albanegas, en las que destacan las siluetas de esbeltas gacelas. Sobre el alfiz, también en cerámica, una leyenda proclama "BIENVENIDO SEAS". Después de atravesar el pórtico, inscrito en el perímetro "defensivo", una senda de placas pétreas conduce a la principal de las entradas, un arco de medio punto sobre el que cuelga un dispositivo de matacanes.
La planta de la residencia consiste en una figura próxima al cuadrado, del que sobresalen los volúmenes prismáticos de algunas torres, situadas en el frente, junto a la puerta descrita, en uno de los ángulos y en la fachada posterior. La ubicada junto a la entrada simula la torre del homenaje. En lo alto destaca una sencilla espadaña. Otros de los ángulos presentan torreones cilíndricos de menor altura que los citados. Interiormente, las distintas estancias, como salones, capilla, dormitorios y áreas de servicio, se distribuyen en torno a un patio que centra el conjunto. Los huecos al exterior son escasos y únicamente predomina el vano sobre el muro en uno de los salones orientados al sur, junto a la torre del homenaje, donde se abre un mirador acristalado compuesto por arcos rebajados que apoyan sobre columnas marmóreas.

## Fiestas

### Cabalgata de Reyes Viviente

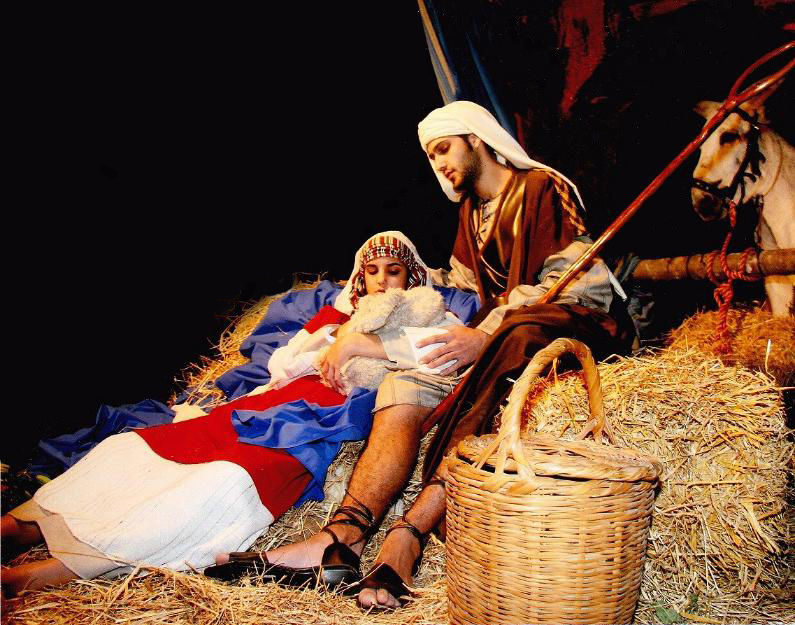
Escena del nacimiento 2012 Cabalgata de Reyes Viviente de Guillena.

La Cabalgata de Reyes de Guillena es la única cabalgata viviente de la Provincia de Sevilla. En ella se representan escenas costumbristas y bíblicas del Nuevo Testamento que comprenden desde la Anunciación a la Virgen María hasta Jesús perdido en el templo. Se representa lo más fiel posible la vida en tiempos bíblicos, cuidando los detalles históricos.
Los personajes permanecen totalmente inmóviles durante las tres horas aproximadas que dura el cortejo en la calle.
La Cabalgata de Reyes de Guillena está pensada para el disfrute de niños y mayores.
Actualmente cuenta con un total de 12 carrozas con pasajes bíblicos, la Estrella de la Ilusión abriendo el cortejo, dos carrozas infantiles detrás de las vivientes y finalmente los tres tronos con SSMM. Los Reyes Magos de Oriente.
Historia:
La historia de la cabalgata de reyes comienza a escribirse un 12 de febrero de 1991 cuando un grupo de personas se reunieron con el fin de crear una Asociación Cultural de ámbito local.
En septiembre de 1991 tras un largo debate se aprueba por unanimidad la propuesta de Fernando Lucas Ocaña y se acuerda que Guillena tendría en 1992 una cabalgata viviente para orgullo de todos sus vecinos.
Por aquellos primeros años el número de carrozas era reducido, contando siempre con los grupos de personas que se encargan del montaje en el polígono industrial El Cerro. 
En el año 2016 se conmemoraba el XXV aniversario de la cabalgata de reyes y se declara Fiesta de Interés Turístico de Andalucía en 2017. 
Componentes:
Los componentes de la cabalgata viviente de Guillena son los propios vecinos de la localidad. Se reúnen en grupo de amigos o familia y se organizan para montar su propia escena. Ellos mismos costean el ropaje y la gran mayoría de materiales necesarios.
Cada carroza cuenta con un responsable, que es convocado por la Junta Directiva de la Asociación varias veces al año donde se reúnen para exponer sus ideas y tratar asuntos relacionados.

### Semana Santa
Sábado de Pasión.

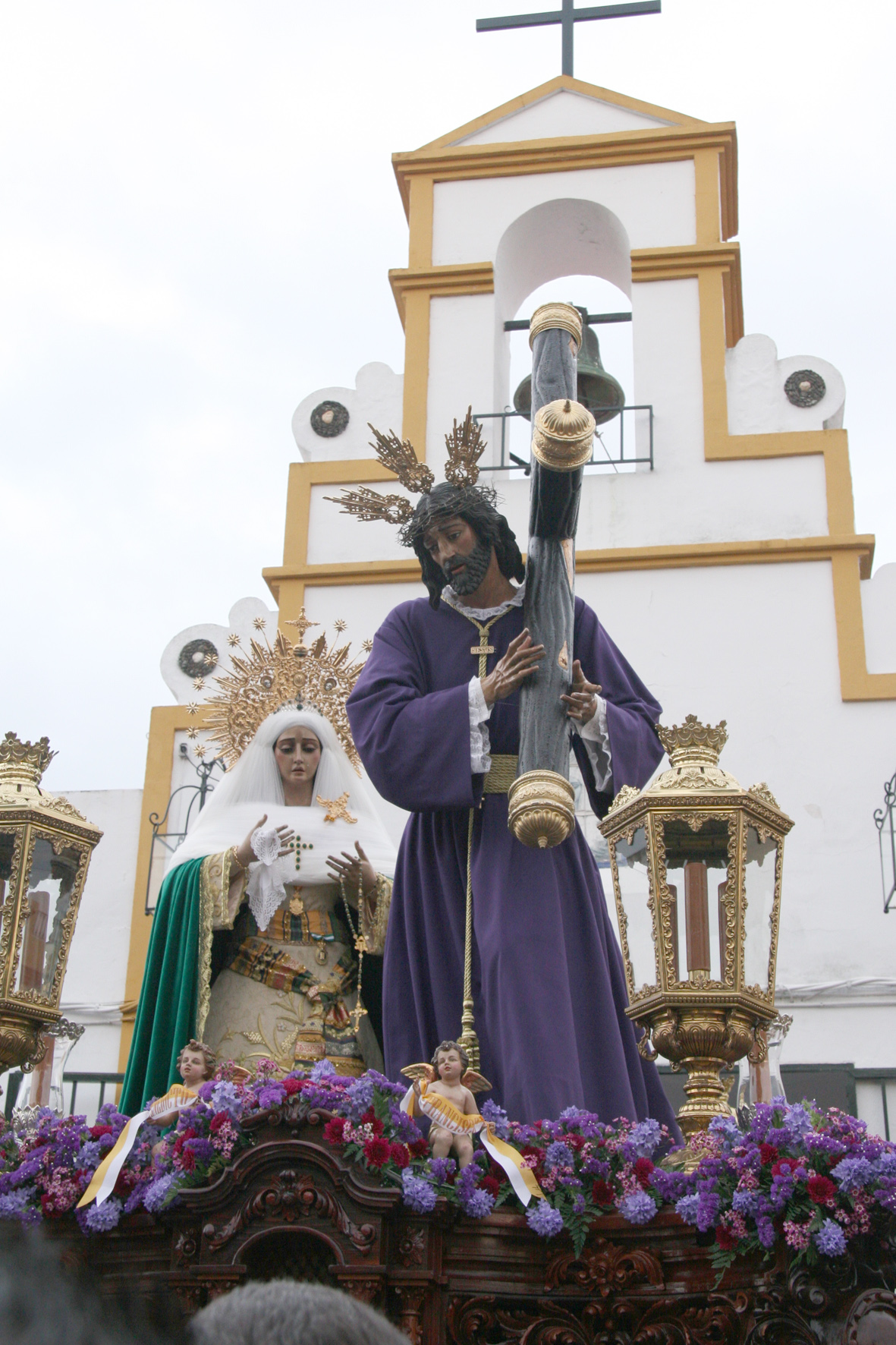
Paso de misterio de la Agrupación de la Esperanza.

Agrupación Parroquial de Ntro. Padre Jesús Nazareno y Ntra. Sra. De la Esperanza. Procesiona desde la Capilla de Ntra. Sra. de la Esperanza.  
Representa un misterio poco habitual El encuentro de Jesús con María camino del monte calvario. Celebra los cultos a Ntra. Sra. de la Esperanza en torno al 18 de diciembre finalizando con el Besamanos de la bellísima dolorosa. Los cultos a la imagen de Ntro. Padre Jesús Nazareno son en cuaresma, donde es trasladado a la parroquia, posteriormente es trasladado a su capilla en vía crucis.
Esta agrupación celebró el 12 de octubre de 2008 el XXV Aniversario de la dolorosa obra del escultor Gabriel Cuadrado. La imagen mariana posee varias sayas, la última estrenada para el aniversario. En su ajuar cuenta con diadema de salida y corona de oro. El 18 de diciembre de 2008 le concedió el alcalde de Guillena, D. Justo Padilla, la Medalla de Oro de la Villa. Ambas imágenes han sido restauradas en 2015, la dolorosa por Pedro Manzado y el nazareno por su autor, el escultor Ramos Corona.

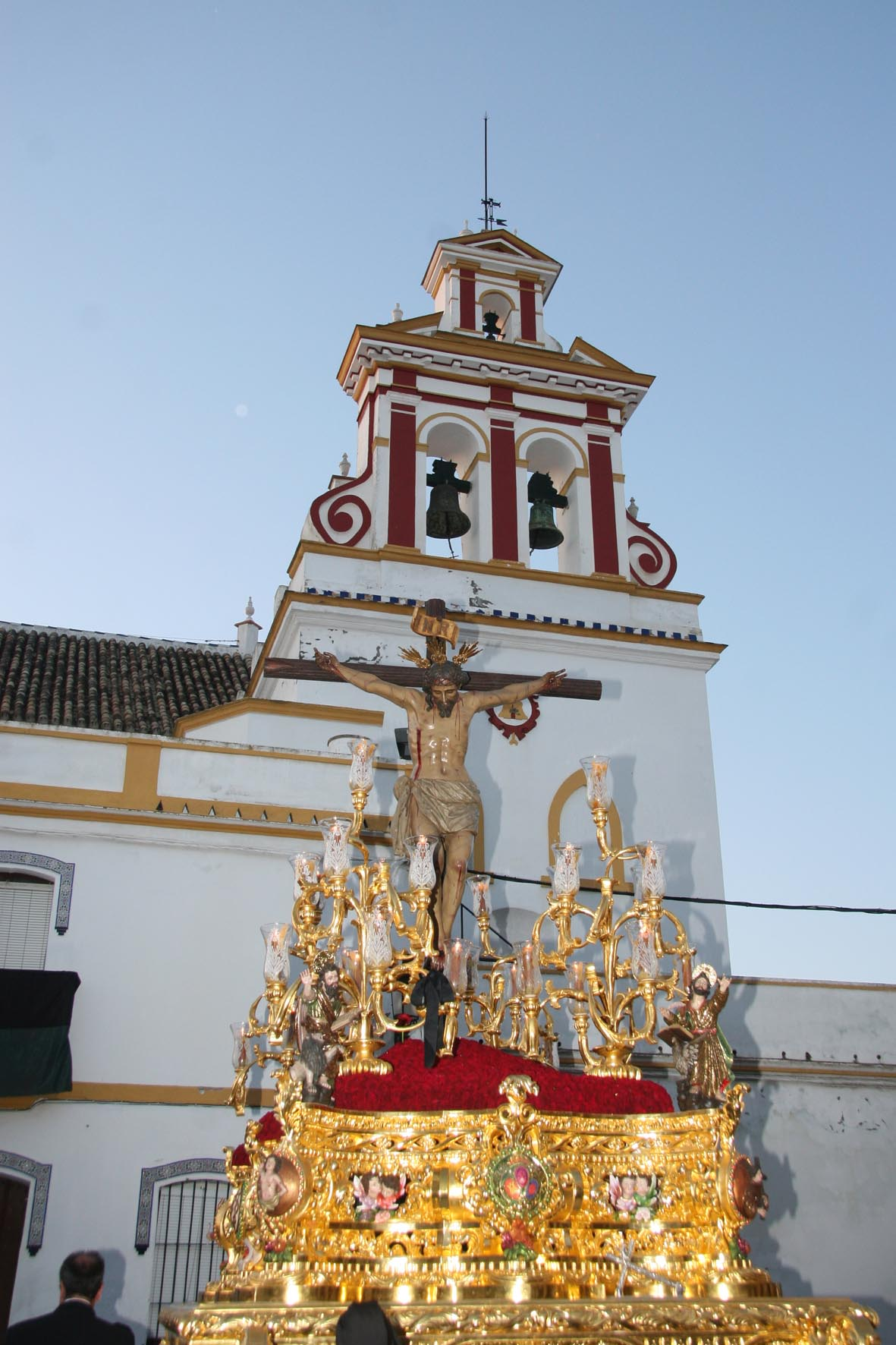
Paso del Stmo. Cto. de la Vera Cruz.

El Viernes Santo realiza estación de penitencia la Hermandad y cofradía de nazarenos del Stmo. Cristo de Vera Cruz, María Santísima de los Dolores y Santa Ángela de la cruz. El primero de los pasos es un crucificado realizado en madera de cedro a finales de S. XVII. Posee brazos articulados para realizar la ceremonia del descendimiento (Tradición perdida hoy en día) y el segundo un palio en el que procesiona la imagen de María Santísima de los Dolores. Con motivo de una restauración efectuada en el año 1984 por el escultor e imaginerosevillano Francisco Berlanga de Ávila, se descubrió en el busto la firma de Juan García de Santiago, identificándose a partir de entonces con un ensamblador del mismo nombre que colaboró con dos de los más destacados miembros de la saga de los roldanes: Luisa Roldán y Pedro Duque Cornejo y Roldán, sobrino de La Roldana. Es por ello que esta Dolorosa de candelero, titular mariana de la Cofradía de la Vera Cruz, haya venido atribuyéndose al quehacer de ambos artistas. Consta la existencia de la talla, venerada antaño como Nuestra Señora de la Soledad, en un inventario de 1728. Antes de ser reparada por Francisco Berlanga, fue intervenida en el año 1955 por el artista alcalareño Manuel Pineda Calderón, quien debió realizar una intervención importante vista la mitad superior de la mascarilla y el juego de manos que actualmente presenta la Señora, cuya ejecución se le atribuye.
El Domingo de Resurrección la salida procesional de la Hermandad de la Sagrada Resurrección, Niño Jesús Perdido en el Templo y Ntra. Sra. de la Candelaria. La tradición está presente en este día, el primer paso con la imagen del Niño Jesús se "esconde" en la fachada del Ayuntamiento y más tarde el segundo paso con Ntra. Sra. de la Candelaria sale a su búsqueda hasta llegar a ese lugar donde se hace el encuentro. Una antigua tradición, hoy desaparecida en el municipio, era la de tirar caramelos desde las casas al paso del cortejo, donde niños y mayores disfrutaban.
Desde el 2004 no regresa a su parroquia y hace su entrada en la capilla de Ntra. Sra de la Esperanza, donde permanece varios días hasta su regreso a la parroquia en un pequeño traslado. Pero esta costumbre volvió este año 2016, regresando así a su Parroquia.
La imagen de Ntra Sra. de la Candelaria es una bellísima talla, procedente de una desaparecida ermita. La mascarilla realizada por el escultor archidonés Juan de Astorga tras los destrozos sufridos en 1810. Sin embargo, el modelado de las manos de la Señora, más arcaico, parece corresponderse con el aspecto actual del sonrosado rostro, de ahí que no descartemos que el mismo sea fruto de una remodelación posterior.
Algunos historiadores la catalogan como obra anónima de finales del XVIII, fecha en la que debemos situar su neoclásico retablo.

### Día de la Patrona (8 de septiembre)

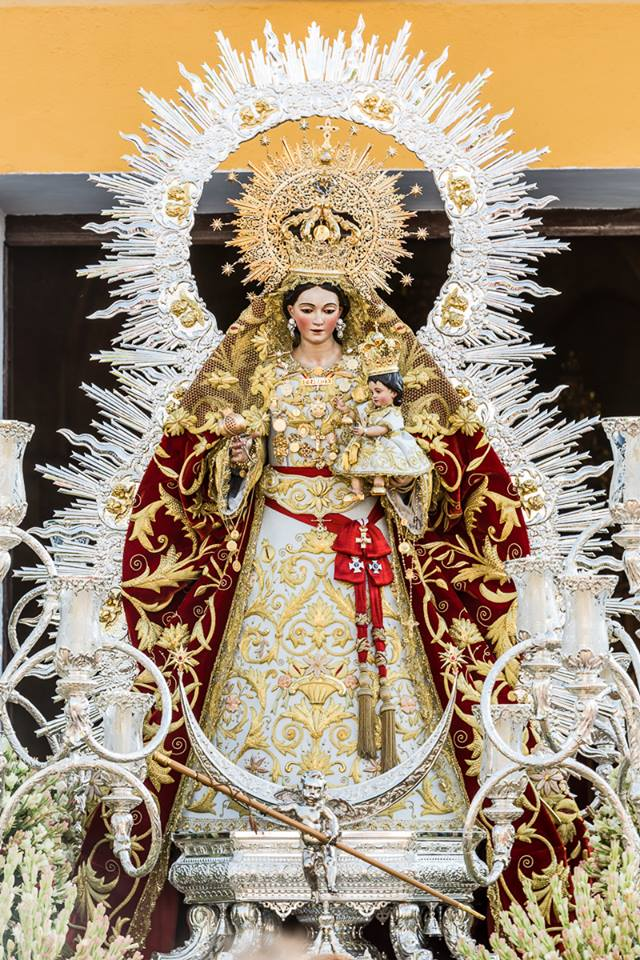
Procesión matutina de Ntra. Sra. de la Granada Coronada.

La imagen de Ntra. Sra. de la Granada Coronada procesiona por las calles de Guillena el día 8; la primera procesión matinal y la segunda nocturna, donde es acompañada por representaciones de las hermandades de los pueblos vecinos. La imagen de la Virgen de la Granada es de candelero para vestir (145cm), de autor anónimo del S. XVIII. En la mano derecha porta una granada símbolo de su nombre y en la izquierda lleva la imagen de su hijo. Fue coronada canónicamente el 9 de junio de 2007 por el Cardenal de Sevilla Carlos Amigo Vallejo, saliendo en procesión extraordinaria el 21 de junio de 2007 a causa de la lluvia el día de su coronación. La imagen posee varios mantos de camarín y sayas. Actualmente cuenta con dos mantos procesionales, ambos en rojo, el antiguo bordado en oro por Carrasquilla y el nuevo ejecutado por Grande de León.

## Hermanamientos
Guillena se encuentra hermanada con las localidades de:
- Leverano, Italia
- Brión (La Coruña)